# R-33
Il Vympel R-33, noto come AA-9 Amos (designazione NATO) in occidente, è un missile aria-aria (in inglese: AAM - Air to Air Missile) di fabbricazione sovietica.
Il Vympel R-33 (Вымпел Р-33) era il più avanzato missile a lungo raggio fabbricato in Unione Sovietica. Venne concepito per accoppiarsi al radar del caccia intercettore Mikoyan Gurevich MiG-31, per abbattere bersagli quali ricognitori Lockheed SR-71 Blackbird ed i bombardieri Rockwell B-1 Lancer e Boeing B-52 Stratofortress.
La combinazione tra l'R-33 ed il MiG-31 risulta simile a quella del Bisnovat R-40 con il MiG-25, anche se naturalmente più moderna e versatile. Il Bisnovat R-40 infatti era altamente specializzato per grossi bersagli che volavano a velocità supersoniche, quali il North American XB-70 Valkyrie, che come tali, erano poco agili e non adatti al combattimento manovrato. Il MiG-31, come detto, è un aereo più versatile, che comunque può adottare il missile R-40.
Sia la funzione che la geometria dell'arma sono simili a quelle dello AIM-54 Phoenix, il quale sfrutta un sistema di navigazione inerziale nella fase di avvicinamento al bersaglio e un sistema SARH (semi active radar homing) nella fase finale. Inoltre è anche molto più economico.
Il radar Zaslon del MiG-31 è il cuore del nuovo sistema di intercettazione, differisce dal radar del Grumman F-14 Tomcat per il modo in cui sorveglia lo spazio circostante: il radar statunitense usa un sistema di scansione meccanico, mentre il russo un sistema di trasmissione elettronica. Questo sistema aiuta a guidare simultaneamente fino a quattro R-33 su quattro diversi bersagli, semplificando l'equipaggiamento che deve essere installato a bordo del missile.
Il missile R-33 rimane in servizio nelle forze aeree russe (V-VS) ed in molti stati della ex-Unione Sovietica. Non è mai stato impiegato in combattimento, così come il MiG-31.